# 遠藤正累
遠藤正累（えんどう まさたか）は日テレイベンツ非常勤取締役。

## 経歴
- 日本テレビ放送網で、営業、編成などを経て制作局プロデューサーになる。菅賢治、松岡至、藤井淳、安岡喜郎、古野千秋、中村英明チーフプロデューサーの下で番組を担当した。
- 2014年6月1日付でチーフプロデューサーに昇格した。
- 2016年6月森實陽三チーフプロデューサーが担当していた一部の担当番組を引き継いだ。
- 2018年6月情報・制作局に改称。12月「読響-」のみ関健一チーフプロデューサーに引き継ぐ。
- 2019年6月1日付で報道局に異動し、担当番組を横田崇、納富隆治、倉田忠明チーフプロデューサーに引き継いだ。
- 報道局では「news zero」の担当チーフプロデューサーを務め、2021年6月報道局総合ニュースセンター部長に就任。
- 2022年6月コンテンツ制作局に異動、コンテンツ制作部長兼チーフプロデューサーに昇進。「news zero」のチーフプロデューサーは紀内良彦に引き継ぎ、三浦俊明、秋山健一郎、倉田忠明、川邊昭宏、土屋拓チーフプロデューサーが担当していた一部の担当番組を引き継いだ。
- 2023年6月一部の担当番組を倉田忠明チーフプロデューサーに引き継ぎ、江成真二チーフプロデューサーが担当していた一部の担当番組を引き継いだ。
- 2024年6月担当番組を横田崇、藤森和彦、石村修司、大橋邦世チーフプロデューサーに引き継いだ。

## 現在の担当番組
スペシャル番組
- カネ梨和也
- ダウンタウンvsZ世代
- 金のツカミ
- ズバリ教えまショー
- ニッポン人の頭の中
- くりぃむカズVS100人の天才

## 過去の担当番組

### チーフプロデューサー
- ヒルナンデス!
- 有吉ゼミ
- 沸騰ワード10
- THE突破ファイル
- 1周回って知らない話
- ハテナde
- ズームイン!!サタデー
- シューイチ
- スクール革命!
- 世界一受けたい授業
- ダウンタウンのガキの使いやあらへんで!
- 有吉の壁
- 全国ご当地ニュースバラエティー SHOWチャンネル
- 読響シンフォニックライブ（月1回・水曜深夜）
- ドラマにすればニュースがわかる!! 「ドラマちっくニュース」
- 大人のワイドショー
- グレート☆パパラッチ
- GENERATIONSのコラボレーションズ
- 24時間テレビ 「愛は地球を救う」（2018年道坂忠久CPと共同、2009年・2010年・2013年プロデューサー、2012年武道館P）
- のどじまんTHEワールド!（以前はプロデューサー）
- news zero
- 全日本歌唱力選手権 歌唱王（第1回はプロデューサー）
- グレートコネクション
- ロバート秋山のウソ枠
- Sexy Zoneのたった3日間で人生は変わるのか!?（道坂忠久CPと共同）
- 市川海老蔵に、ござりまする。
- 櫻井翔×池上彰 教科書で学べないSP
- 有働由美子とフカボリ記者 ～今 私たちが知っておくべきこと～
- 日テレ系人気番組 春秋のコラボSP!
- 有働&水卜の知らなかった!2020
- 笑って年越したい!!笑う大晦日シリーズ
- ウチのガヤがすみません!
- 超レア映像遺産ショー
- クリエイタードラゴン

### プロデューサー
- オジサンズ11
- 誰も知らない泣ける歌
- 音楽戦士 MUSIC FIGHTER
- ハッピーMusic
- 金曜スーパープライム
- スピード査定バラエティ カラクリマネー
- AKBINGO!
- AKB600sec.
- 芸人報道
- たけしとひとし
- 歌スタ!!
- 天才!!カンパニー
- SUPER SURPRISE
- 不可思議探偵団
- あらすじで楽しむ世界名作劇場
- 日テレ系音楽の祭典 ベストアーティスト
- さんま&所の大河バラエティ!超近現代史!人間は相変わらずアホか!?
- ビートたけし特別主催 おバカンヌNo.1映像祭
- 世界最強の勇者たち
- 池上彰くんに教えたいニュース
- 芸能人ウワサの美人妻&イケメン夫
- 朝までダメテレビ〜コンプレックスに打ち勝って脱ダメ人間!!〜
- 天国のスタア
- 超豪華!!スタア同窓会
- うたゲーTOWN
- マンガみたいな本当の話
- ザ・追跡スクープ劇場

### ディレクター
- 1億人の大質問!?笑ってコラえて!

### 編成
- TOKYOヒットガール
- 大人気店でドッキリ!ありえない商品 売れる!?売れない!?

## 遠藤班
- 安彦真利江（2019年12月の定期人事異動で制作現場から離れ→報道局に異動、2018年12月1日付で納富隆治CP班から配置転換→2019年6月1日付で納富隆治、倉田忠明CP班に、2021年12月1日付で秋山健一郎、島田総一郎、三浦俊明CP班→2023年6月1日からは横田崇CP班兼務に異動）
- 岩崎小夜子（島田総一郎CP班兼務）
- 合田伊知郎（倉田忠明、新井秀和CP班兼務）
- 杉山直樹（横田崇、原司CP班兼務、以前は江成真二CP班兼務）
- 横澤俊之（以前は横田崇→秋山健一郎CP班に異動）
- 森山琢哉（新井秀和CP班兼務）

### 元遠藤班
- 瓜生健（当班の元筆頭プロデューサー、現在は、TVer取締役、以前はICT戦略本部担当副部長→ICT戦略本部担当部次長兼配信事業ディビジョン ディビジョンマネージャー→グローバルビジネス局通販事業部）
- 笠原大輔（現在はICT戦略本部、元「SENSORS」プロデューサー）
- 黄木美奈子（2018年12月の定期人事異動で制作現場から離れ→編成部に異動）
- 町尻具宗（2019年6月1日遠藤と共に異動）
- 新井秀和（納富隆治→倉田忠明、秋山健一郎CP班に異動、2020年10月1日付で統轄プロデューサー、2022年6月1日付でチーフプロデューサー）
- 三觜雅人（瓜生に変わり筆頭プロデューサー、2019年6月1日から横田崇CP班に、2020年12月1日から江成真二CP班、2022年6月1日から新井秀和CP班に異動）
- 小林拓弘（横田崇→江成真二CP班に異動）
- 笹木哲（納富隆治→横田崇、秋山健一郎CP班に異動、2022年6月1日付で制作現場から離れ、営業局に異動）